# Einar Rosén
Anders Einar Rosén, född 9 april 1910 i Amsberg, Stora Tuna socken, Kopparbergs län, död 20 juli 1998 i Bromma i Stockholm, var en svensk tecknare, grafiker och målare.
Han var son till hemmansägaren Anders Rosén och Petters Anna Olsdotter och vidare bror till Sigge Rosén samt från 1942 gift med Brita Elisabeth Lilja (1913–1996). Han studerade för Fritiof Schüldt och Otte Sköld vid Konsthögskolan i Stockholm 1939–1944 och under studieresor till Nederländerna, Frankrike och Spanien. Han tilldelades 1948 Konstakademiens Winqvistska stipendium och 1958 ett stipendium ur Kungafonden. Separat ställde han ut på Modern konst i hemmiljö 1947 som senare följdes av flera separatutställningar i samma lokal. Han medverkade i Nationalmuseums utställning Unga tecknare 1942 och i utställningen Svart och vitt på Konstakademien samt Då och nu. Svensk grafik 1600–1959 på Liljevalchs konsthall. Han medverkade i en rad samlingsutställningar arrangerade av Sveriges allmänna konstförening, Svenska konstnärernas förening, Dalarnas konstförening, Folkrörelsernas konstfrämjande och Borlänge konstförening. Han medverkade dessutom i ett stort antal grupputställningar med löst sammansatta konstnärsgrupper. Bland hans offentliga arbeten märks en kormålning utförd i kaseintempera för Långshyttans kyrka i Dalarna. Han tilldelades Winqvistska stipendiet 1948 och ett stipendium från Kungafonden 1958.
Flera av hans grafiska blad gavs ut av Konstfrämjandet och Folket i Bilds konstklubb under 1950- och 1960-talen. Hans konst består av figurmotiv, porträtt, nakenstudier, stilleben och landskap utförda i teckning, träsnitt, akvarell eller olja. Vid sidan av sitt eget skapande var han verksam som illustratör i tidningen Vi och Folket i Bild och utförde en rad tidskrifts- och bokomslag. 
Rosén finns representerad vid Moderna museet, Kalmar konstmuseum  och Örebro läns landsting.
Makarna Rosén är begravda på Bromma kyrkogård.